# 김수 (조선)
김수(金睟, 1547년~1615년)는 조선 중기의 문신이다. 본관은 (구)안동(舊安ㆍ), 자는 자앙(子盎), 호는 몽촌(夢村).

## 생애
퇴계 이황의 문인으로 1573년 병과로 급제하여 예문관검열을 지냈다. <십구사략>을 주해하기도 했으며, 1587년 평안도 관찰사에서 면직되었으나 경상도 관찰사로 복직되었다. 1591년 정철의 재판 문제로 동인이 갈라지자 남인이 되었다. 그러나 1592년 임진왜란 초기에 경상우감사로 적들을 막지 못해 진주에 머물다가 동래성이 함락되자 밀양, 함안을 거쳐 거창으로 성을 버리고 도망쳤다. 이 일로 크게 비난을 받았고 이광, 곽영, 윤선각(국형) 등이 남도근왕군(南道勤王軍) 8만을 일으켰을 때 겨우 100명의 군사를 이끌고 합류했고 용인 전투에서 크게 패배해 영남초유사 김성일의 질책을 받았다. 또한 곽재우 등 의병장과도 갈등이 심했다.

## 경력
1592년 한성부판윤이 되었고 여러 벼슬을 거쳐 중추부영사에 이르렀으나 1613년 손자 김비가 옥사할 때 탄핵을 받아 삭직되었다.

## 가계
- 조부 : 김노(金魯)
  - 부친 : 김홍도(金弘度)
  - 모친 : 이계백(李繼伯)의 딸
  - 장인 : 성호문(成好問, 1525 ~ ?)
  - 장모 : 홍효숙(洪孝淑, 1527 ~ ?)
    - 부인 : 성숙녀(成淑女, 1545 ~ ?)[4]
      - 장남 : 김경립(金敬立)
      - 자부 : 강범이(姜範伊, 1562 ~ ?)[5]
        - 손녀 : 김신희(金信熙, 1579 ~ ?)[6]
        - 손자 : 김잉(金礽, 1583 ~ ?)

      - 차남 : 김의립(金義立)
      - 자부 : 심우성(沈友成)의 딸
        - 손녀 : 유여성(柳汝惺)의 처

      - 3남 : 김신립(金信立)
      - 자부 : 이막(李邈)의 딸
        -           - 손자 : 김비(金祕)
          - 손자 : 김개(金祴)

      - 딸 : 안동 김씨
      - 사위 : 밀양 박씨 박호(朴箎, 1567 ~ 1592)